# 기타마타촌
기타마타촌(北俣村)은 야마가타현 아쿠미군에 있던 촌이다.

## 역사
- 1889년 4월 1일 - 정촌제 시행에 의해 아쿠미군 기타마타촌이 성립하였다.
- 1943년 5월 10일 - 촌 회관이 이전되었다.
- 1954년 8월 1일 - 다자와촌, 미나미히라타촌과 합병해 히라타촌이 성립하여 소멸하였다.

## 참고문헌
- 『市町村名変遷辞典』東京堂出版、1990年。